# Okacha Hamzaoui
Okacha Hamzaoui, né le 12 novembre 1990 à Aïn Kermes en Algérie, est un footballeur algérien, qui évolue au poste d'attaquant.

## Biographie
Avec le club du MO Béjaïa, Okacha Hamzaoui dispute cinq matchs en Ligue des champions de la CAF, pour un but inscrit.
Le 17 juin 2016, il rejoint le CD Nacional en Primeira Liga, et signe un contrat de deux ans. 
Le 21 août 2016, il fait ses débuts lors de la deuxième journée de Primeira Liga, contre le FC Arouca (défaite 2-0). Le 24 septembre, il inscrit le premier triplé de sa carrière professionnelle lors d'une victoire 3-0 sur la pelouse du CD Feirense.

## Palmarès

### En club
- Avec le MO Béjaïa
  - Vainqueur de la Coupe d'Algérie en 2015
  - Finaliste de la Supercoupe d'Algérie en 2015

### Sélection
- Vainqueur de la Coupe du monde militaire 2015 avec l'Équipe d'Algérie